# Riedering
Riedering – gmina w Niemczech, w kraju związkowym Bawaria, w rejencji Górna Bawaria, w regionie Südostoberbayern, w powiecie Rosenheim. Leży około 7 km na wschód od Rosenheimu.

## Części gminy
- Pietzing
- Söllhuben
- Gögging
- Neukirchen

## Demografia
Dane o ludności z 31 grudnia 2008:
| Opis                                | Ogółem | Ogółem | Kobiety | Kobiety | Mężczyźni | Mężczyźni |
| ----------------------------------- | ------ | ------ | ------- | ------- | --------- | --------- |
| Jednostka                           | osób   | %      | osób    | %       | osób      | %         |
| Populacja                           | 5378   | 100    | 2695    | 50,11   | 2683      | 49,89     |
| Wiek przedprodukcyjny (0–17 lat)    | 1040   | 19,34  | 503     | 9,35    | 537       | 9,99      |
| Wiek produkcyjny (18–65 lat)        | 3422   | 63,63  | 1694    | 31,5    | 1728      | 32,13     |
| Wiek poprodukcyjny (powyżej 65 lat) | 916    | 17,03  | 498     | 9,26    | 418       | 7,77      |

## Polityka
Rada gminy składa się z 20 osób.
|      | CSU | SPD | FWG | BGN | WGS | WUS | FBP | BLS | Razem |
| 2008 | 6   | 1   | 5   | 2   | 3   | 1   | 1   | 1   | 20    |
| 2002 | 6   | 2   | 5   | 1   | 3   | 1   | 1   | 1   | 20    |